# Jean van Silfhout (België)
Joannes Jacob (Jean) van Silfhout (Sint-Amandsberg, 2 mei 1899 - Gent; 29 januari 1942) was een Belgische roeier van Nederlandse afkomst.

## Loopbaan
Van Silfhout begon als zwemmer bij Ghent Swimming Club. In 1915 begon hij met roeien bij Club Nautique de Gand. In 1920 nam hij deel aan de Europese kampioenschappen in Mâcon. Hij behaalde met het Belgisch team een zilveren medaille op het onderdeel vier met stuurman. Later dat jaar nam hij op hetzelfde nummer deel aan de Olympische Spelen van 1920 in Antwerpen. Het Gentse team werd uitgeschakeld in de reeksen. Het jaar nadien behaalde hij de bronzen medaille met de acht met stuurman op de Europese kampioenschappen in Amsterdam.
Op de Olympische Spelen van 1924 nam hij deel aan de acht met stuurman. Hij werd uitgeschakeld in de herkansingen van de eerste ronde. Hij nam dat jaar op hetzelfde onderdeel deel aan de Europese kampioenschappen in Zürich. De Belgische acht bereikte de finale niet.

## Palmares

### vier met stuurman
- 1920:  BK
- 1920:  EK in Mâcon
- 1920: 2e in reeks OS in Antwerpen
- 1923:  BK
- 1924:  BK

### acht met stuurman
- 1921:  BK
- 1921:  EK in Amsterdam
- 1922:  BK
- 1924:  BK
- 1924: reeks EK in Zürich
- 1924: 4e in herkansing reeksen OS in Parijs